# Хрістіан Людвіг Герстен
Хрістіан Людвіг Герстен (нім. Christian Ludwig Gersten) — німецький математик і фізик, у 1723 році винайшов, а двома роками пізніше створив арифметичну машину.

## Біографія

### Ранні роки
Народився 7 лютого 1701 в Гіссені.

### Доросле життя
Вивчав математику і юриспруденцію в Гіссенскому університеті. 1723 року на основі робіт Готфріда Вільгельма Лейбніца створив арифметичну машину, яка дозволяла обчислювати частку при діленні і підраховувати послідовні операції додавання (тобто множити числа); крім того, в машині Герстена була передбачена можливість контролю за правильністю введення даних. На початку 1730-х рр. удосконалював свої знання з математики і фізики в Лондоні, 1733 року був обраний членом Королівського товариства, після чого повернувся в Німеччину і в тому ж році захистив у Франкфурті-на-Майні дисертацію, пов'язану з різними експериментами з барометром, після чого розпочав викладати у Гіссенському університеті. Заслугою Герстена вважається також доказ того, що роса не випадає з неба у вигляді опадів, а конденсується безпосередньо на землі.
1744 року конфлікт з графом Гессен-Дармштадтським, володарем Гіссена, змусив Герстена втекти з міста, він працював деякий час в Альтоні і Санкт-Петербурзі, але в 1748 році був заарештований у Франкфурті-на-Майні і поміщений у в'язницю, де провів майже весь залишок життя.

### Смерть
Помер у 61 рік, 13 серпня 1762 у місті Франкфурт-на-Майні.